# Zuia
Zuia är en kommun i Spanien. Den ligger i Álavaprovinsen i södra delen av den autonoma regionen Baskien i norra delen av landet, 290 km norr om huvudstaden Madrid. Antalet invånare är 2 372 (2024). Arean är 122,58 kvadratkilometer. Zuia gränsar till Urkabustaiz, Amurrio, Zigoitia, Vitoria-Gasteiz, Kuartango, Orozko och Zeanuri. 